# Syrrusis notabilis
Syrrusis notabilis là một loài bướm đêm trong họ Noctuidae.